# El talismán (novela de Walter Scott)
El talismán o Ricardo Corazón de León es una novela del escritor Walter Scott. Fue publicada en 1825 como el segundo de sus Cuentos de los Cruzados, siendo The Betrothed el primero.

## Introducción
El talismán tiene lugar al final de la Tercera Cruzada, principalmente en el campamento de los Cruzados en Palestina. La intriga y la política partidista, así como la enfermedad del rey Ricardo Corazón de León, ponen a la Cruzada en peligro. Los personajes principales son el caballero escocés Kenneth, una versión ficticia de David de Escocia, conde de Huntingdon, que regresó de la Tercera Cruzada en 1190; Ricardo Corazón de León; Saladino; y Edith Plantagenet, pariente de Ricardo. Otros personajes destacados incluyen la verdadera figura histórica Sir Robert de Sablé, The One To Ever Serve, como el undécimo que se conocerá como el Gran Maestro de la Orden de los Caballeros Templarios / El Gran Maestro de la Orden Templaria, así como Conrad Aleramici da Montferrat / Conrad Aleramici di Montferrat / Conrad Aleramici de Montferrat, referido aquí como "Conrado de Montserrat", debido a un error ortográfico admitido en la parte respectiva del autor Sir Walter Scott.

## Resumen de la trama

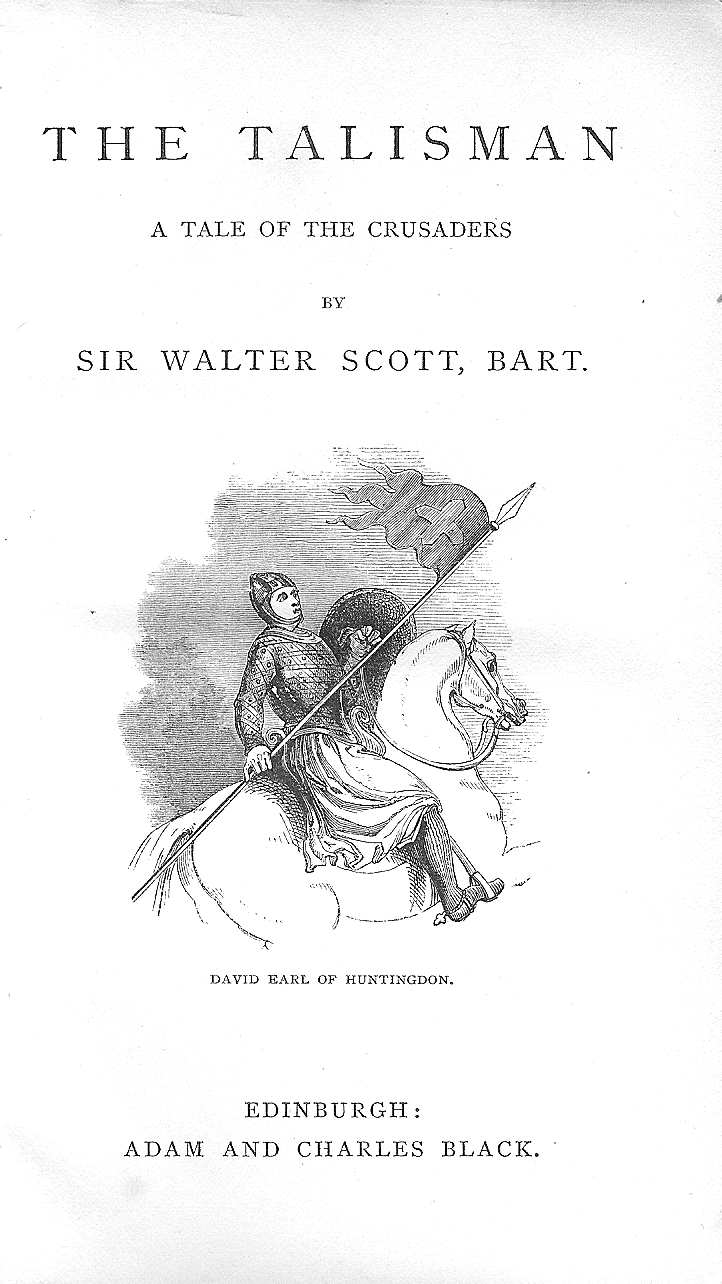
Portada de El talismán de Walter Scott. 1863.

Durante una tregua entre los ejércitos cristianos que participaron en la tercera Cruzada y las fuerzas infieles bajo el sultán Saladin, Sir Kenneth, en su camino a Siria, se encontró con un emir sarraceno, a quien desmontó, y luego cabalgaron juntos, discurriendo sobre el amor y nigromancia, hacia la cueva del ermitaño Teodorico de Engaddi. Este ermitaño estaba en correspondencia con el Papa, y el caballero fue acusado de comunicar información secreta. Después de proporcionar provisiones a los viajeros, el anacoreta, tan pronto como el sarraceno dormía, condujo a su compañero a una capilla, donde fue testigo de una procesión, y fue reconocido por Lady Edith, a quien había dedicado su corazón y su espada. Entonces se sobresaltó por la aparición repentina de los enanos, y, habiendo llegado a su lecho de nuevo, observó al ermitaño que se flagelaba hasta que se durmió

## Cine y televisión
La película King Richard and the Crusaders (1954) se basó en El talismán. La película muda italiana Il talismano (1911) y el Rey Ricardo el Corazón de León (1923) también se basaron en la novela. La película épica egipcia El Naser Salah-Ad Din (Saladin Victorious, 1963) toma gran parte de su inspiración de esta novela.
En 1980 una miniserie británica estuvo también inspirada en El talismán.
En 1992 y 1993, director ruso Yevgeni Gerasimov adaptó The Betrothed y El Talismán bajo los títulos Richard L'vinoe Serdtse y Ritsar' Kennet.
La película épica de 2005 Kingdom of Heaven, dirigida por Sir Ridley Scott y protagonizada por Orlando Bloom, Liam Neeson y Edward Norton, mientras estaba ambientada en un período anterior, formó parte de su trama de The Talisman. Los principales elementos incluyen: la figura de Saladino como un gobernante noble, un joven noble europeo que viene solo a las cruzadas y se encuentra y lucha contra un guerrero sarraceno que más tarde se revela como de mayor nacimiento de lo que el espectador / lector cree, su devenir un buen amigo de este último, y finalmente un romance prohibido entre el joven noble y una joven mujer de herencia real.